# 马岭镇 (庆城县)
马岭镇，是中华人民共和国甘肃省庆阳市庆城县下辖的一个乡镇级行政单位。

## 行政区划
马岭镇下辖以下地区：
马岭社区、马岭村、下午旗村、董家滩村、贺旗村、纸房村、宗顾村、石立庙村、官亭村、安肴村、岳塬村、黄崾岘村和琵琶寨村。